# عيسى المحمدي
عيسى المحمدي مدافع قطري لكرة القدم لعب لصالح منتخب قطر في كأس آسيا 1984.